# Johann Heinrich Robert Göppert
Johann Heinrich Robert Göppertⓘ (25 de julio de 1800 - 18 de mayo de 1884) fue un botánico, pteridólogo, micólogo, briólogo, paleontólogo alemán; aborigen de Sprottau, Baja Silesia, falleciendo en Breslau. En 1831 fue profesor de botánica, y curador de los Jardines botánicos de Breslau, siendo en 1852 el comienzo de su carrera como director de esos Jardines.
Fue particularmente conocido por su obra en la paleobotánica, publicando muchos artículos en ese campo. Göppert también realizó extensos estudios sobre la formación del carbón y del ámbar, así como los comparativos estudios entre flora existente y fósil.

## Algunas publicaciones
- Die fossilen Farnkräuter (Los helechos fósiles). 1836
- De floribus in statu fossili. 1837
- De coniferarum structura anatomica. 1841
- Die Gattungen der fossilen Pflanzen, verglichen mit denen der Jetztzeit (Los géneros de plantas fósiles, en comparación con los de la actualidad). 1841-1842
- Der Bernstein und die in ihm befindlichen Pflanzenreste der Vorwelt (El ámbar y las capturas en sus restos vegetales del mundo antiguo), con Georg Karl Berendt, 1845
- Abhandlungen über die Entstehung der Steinkohlenlager aus Pflanzen (Tratados sobre el origen del carbón de plantas madre). 1848
- Abhandlung über die Beschaffenheit der fossilen Flora in verschiedenen Steinkohlenablagerungen eines und desselben Reviers (Tratado sobre la naturaleza de la flora fósil en varios yacimientos de carbón del mismo distrito). 1849
- Monographie der fossilen Koniferen, verglichen mit denen der Jetztwelt (Monografía de las coníferas fósiles, en comparación con los de Jetztwelt). 1850
- Beiträge zur Tertiärflora Schlesiens (Contribuciones a la flora de Silesia Superior). 1852
- Die Tertiärflora von Schoßnitz in Schlesien (La flora terciaria de Schoßnitz en Silesia). 1855
- Die Tertiärflora auf der Insel Java (La flora terciaria en la isla de Java. 1855
- Über die fossile Flora der silurischen, der devonischen und der untern Kohlenformation (En la flora fósil del Silúrico, Devónico y el Carbonífero Inferior. 1860
- Die fossile Flora der permischen Formation (La fauna fósil de la Formación del Pérmico. 1864-1865
- Über Aphyllostachys, eine neue fossile Pflanzengattung, sowie über das Verhältnis der fossilen Flora zu Darwins Transmutationstheorie (Acerca de Aphyllostachys, un género nuevo fósil, y la relación de la flora fósil de la teoría de la transmutación de Darwin. 1866
- Die Strukturverhältnisse der Steinkohle. 1867
- Skizzen zur Kenntnis der Urwälder Schlesiens und Böhmens. 1868
- Über Inschriften und Zeichen in lebenden Bäumen. 1869
- Über die Riefen des Pflanzenreichs. 1869
- Über die innern Vorgänge beim Veredeln der Bäume und Sträucher. 1874
- Über das Gefrieren. 1883
- Die Flora des Bernsteins. Con Anton Menge, 1883, 2 vols.
- Der Hausschwamm. 1885
- La abreviatura «Göpp.» se emplea para indicar a Johann Heinrich Robert Göppert como autoridad en la descripción y clasificación científica de los vegetales.[1]